# Gitschtal
Gitschtal é um município da Áustria localizado no distrito de Hermagor, no estado de Caríntia.